# Rinieri da Corneto
Rinieri da Corneto (Tarquinia, ... – ante 1300) era un predone celebre per la sua efferatezza nel XIII secolo. Predava soprattutto lungo le strade della Maremma e dell'Agro romano.
Dante Alighieri, più o meno suo contemporaneo, lo collocò nel VII cerchio dell'Inferno tra i predoni, accanto al "collega" e omonimo Rinieri de' Pazzi (Inf. XII, 137).
La citazione dantesca fa pensare che nel 1300, anno del viaggio immaginario del poeta, egli fosse già deceduto. 
Francesco da Barberino, tra i primi commentatori della Commedia, ne dà un efferato ritratto.